# L'Ornithologue
Pour plus de détails, voir Fiche technique et Distribution.
L'Ornithologue (O Ornitólogo) est un film portugais réalisé par João Pedro Rodrigues, sorti en 2016.
Il est présenté en sélection officielle au Festival international du film de Locarno 2016 où João Pedro Rodrigues remporte le Léopard pour la meilleure réalisation.

## Synopsis
Un jeune ornithologue part, seul, en expédition d'observation, en kayak, dans un parc naturel, pour une durée indéterminée, avec tout le matériel nécessaire, dont une boîte de médicaments indispensables à sa survie. Il est attiré par les oiseaux, et son imprudence l'entraîne dans des rapides, où il est éjecté de son kayak. 
Son corps inanimé est retrouvé par deux jeunes chinoises chrétiennes qui se sont égarées sur le chemin de Saint-Jacques de Compostelle. Elles lui demandent de les escorter pour retrouver leur route, lui font boire un thé somnifère et l'attachent à un arbre, façon bondage.

## Fiche technique
- Titre : L'Ornithologue
- Titre original : O Ornitólogo
- Réalisation : João Pedro Rodrigues
- Scénario : João Pedro Rodrigues
- Pays d'origine : Portugal
- Format : Couleurs - 35 mm - 2,35:1 Cinémascope
- Genre : Film dramatique
- Durée : 117 minutes
- Date de sortie :
  -  Suisse : 8 août 2016 (Festival international du film de Locarno 2016)
  -  France : 30 novembre 2016

## Distribution
- Paul Hamy : Fernando
- Xelo Cagiao : Jésus, Thomas (frère jumeau de Jésus)
- João Pedro Rodrigues : Antoine
- Chan Suan : Ling
- Han Wen : Fei
- Juliane Elting : chasseresse blonde
- Flora Bulcão : chasseresse 1
- Isabelle Puntel : chasseresse 2
- Alexandre Alverca, André Freitas, David Silva Pereira, Gil Mendes Da Silva, Miguel Ângelo Marujo, Nuno Santos, Ricardo Jorge : hommes masqués

## Prix
- 2016 : Léopard pour la meilleure réalisation.

## Autour du film
- Paul Hamy s'est cassé les deux chevilles pendant le tournage du film. Il a également précisé avoir failli perdre l'usage de ses doigts de pied lors de la scène de la noyade[1].